# Primera B 2013 (Colombia)
La temporada 2013 de la Primera B (oficialmente y por motivos de patrocinio, denominada como Torneo Postobón 2013), es la vigésimo cuarta (24a.) edición del torneo de la segunda división del fútbol profesional colombiano.

## Sistema de juego
arrooooza Categoría Primera B se jugarán dos torneos de sistema de juego igual al que se juega en la Categoría Primera A. Sin embargo, los ganadores de los dos torneos, al final de año jugarán una serie definitoria —también denominada «Final del año» o «Gran final»— en la cual se juegan dos partidos de ida y vuelta para definir el campeón de la temporada de la Primera B. El ganador de dicha serie, ascenderá directamente a la Categoría Primera A en el 2014, mientras tanto, el perdedor de la «Gran final» jugará la serie de promoción, con el penúltimo(17°) ubicado en la tabla del descenso de la Primera División.
Durante los torneos Apertura y Finalización jugarán los equipos 18 jornadas todos contra todos. Los ocho primeros clasificados avanzan a los cuadrangulares semifinales, los cuales se determinan mediante un sorteo, siendo sembrados los dos primeros para los grupos A y B, y los seis equipos restantes a través del sorteo. Los ganadores de cada grupo avanzaron a la final del torneo; el ganador clasificará a la «Final del año».
En caso de que el campeón de los dos torneos, Apertura y Finalización, sea un mismo equipo, este ganará el ascenso directo y, el equipo que esté mejor ubicado en la tabla de reclasificación de la Primera B —exceptuando al campeón— será el encargado de jugar la promoción con un club de la Categoría Primera A.

## Datos de los clubes

### Relevo anual de clubes
| Ascendidos a la Primera A                        |
| ------------------------------------------------ |
| Alianza Petrolera (Campeón de la Primera B 2012) |

| Descendidos a la Primera B                               |
| -------------------------------------------------------- |
| Real Cartagena (Peor promedio acumulado en la Primera A) |

### Equipos participantes
| Equipo               | Entrenador           | Departamento    | Ciudad               | Estadio                               | Aforo         |
| -------------------- | -------------------- | --------------- | -------------------- | ------------------------------------- | ------------- |
| América de Cali      | Diego Umaña          | Valle del Cauca | Cali                 | Pascual Guerrero                      | 33.130        |
| Atlético Bucaramanga | Bernardo Redín       | Santander       | Bucaramanga          | Alfonso López                         | 16.000        |
| Barranquilla F. C.   | Arturo Reyes         | Atlántico       | Barranquilla         | Romelio Martínez                      | 20.000        |
| Bogotá F. C.         | Germán Morales       | Bogotá, D. C.   | Bogotá               | Metropolitano de Techo                | 7.800         |
| Cortuluá             | Néstor Rodríguez     | Valle del Cauca | Tuluá                | Doce de Octubre                       | 16.000        |
| Depor Aguablanca     | Víctor Sicachá       | Valle del Cauca | Cali                 | Olímpico Pascual Guerrero             | 33.130        |
| Deportivo Pereira    | Jesús Barrios        | Risaralda       | Pereira              | Hernán Ramírez Villegas               | 30.297        |
| Deportivo Rionegro   | Álvaro Hernández     | Antioquia       | Rionegro             | Alberto Grisales                      | 14.000        |
| Expreso Rojo         | John Jairo Bodmer    | Cundinamarca    | Facatativá           | Jorge Torres Rocha                    | 8.000         |
| Fortaleza F. C.      | Hernán Pacheco       | Cundinamarca    | Zipaquirá Bogotá     | Municipal Los Zipas Club La Fortaleza | 5.000 200     |
| Jaguares             | José Alberto Suárez  | Córdoba         | Montería             | Municipal de Montería                 | 8.000         |
| Llaneros             | Alberto Rujana       | Meta            | Villavicencio        | Manuel Calle Lombana                  | 15.000        |
| Real Cartagena       | José Fernando Santa  | Bolívar         | Cartagena            | Jaime Morón León                      | 16.068        |
| Real Santander       | Víctor Hugo González | Santander       | Bucaramanga          | Alfonso López Álvaro Gómez Hurtado    | 28.000 12.000 |
| Uniautónoma          | José Rodríguez       | Atlántico       | Sabanalarga          | Marcos Henríquez                      | 8.000         |
| Unión Magdalena      | Waldir Manga (E)     | Magdalena       | Santa Marta Riohacha | Eduardo Santos Federico Serrano Soto  | 22.000 7.000  |
| Universitario        | Jhon Jairo López     | Cauca           | Popayán              | Ciro López                            | 5.000         |
| Valledupar F. C.     | Hugo Arrieta         | Cesar           | Valledupar           | Armando Maestre Pavajeau              | 10.000        |

## Torneo Apertura

### Todos contra todos
En la primera fase del Torneo Apertura, se jugarán partidos con el sistema de todos contra todos, teniendo en cuenta que cada equipo repetirá rival en la Fecha 9, debido a que esta es la fecha de los clásicos regionales. Así, esta fase del torneo sumará 18 fechas jugadas y como resultado darás a los ocho equipos, con más puntaje, que clasificarán a la siguiente fase, los Cuadrangulares finales.

#### Clasificación
| Pos. | Equipos              | PJ | PG | PE | PP | GF | GC | Dif. | Pts. |
| ---- | -------------------- | -- | -- | -- | -- | -- | -- | ---- | ---- |
| 1.   | América de Cali      | 18 | 12 | 3  | 3  | 31 | 8  | 23   | 39   |
| 2.   | Uniautónoma          | 18 | 9  | 5  | 4  | 34 | 20 | 14   | 32   |
| 3.   | Bogotá F. C.         | 18 | 9  | 3  | 6  | 32 | 23 | 9    | 30   |
| 4.   | Llaneros             | 18 | 8  | 6  | 4  | 20 | 17 | 3    | 30   |
| 5.   | Deportivo Rionegro   | 18 | 9  | 2  | 7  | 31 | 28 | 3    | 29   |
| 6.   | Cortuluá             | 18 | 8  | 5  | 5  | 25 | 23 | 2    | 29   |
| 7.   | Unión Magdalena      | 18 | 9  | 2  | 7  | 22 | 20 | 2    | 29   |
| 8.   | Valledupar F. C.     | 18 | 7  | 7  | 4  | 29 | 13 | 16   | 28   |
| 9.   | Depor Aguablanca     | 18 | 9  | 1  | 8  | 20 | 23 | -3   | 28   |
| 10.  | Atlético Bucaramanga | 18 | 7  | 5  | 6  | 23 | 22 | 1    | 26   |
| 11.  | Jaguares             | 18 | 7  | 4  | 7  | 21 | 24 | -3   | 25   |
| 12.  | Real Cartagena       | 18 | 7  | 3  | 8  | 25 | 19 | 6    | 24   |
| 13.  | Deportivo Pereira    | 18 | 7  | 2  | 9  | 28 | 29 | -1   | 23   |
| 14.  | Expreso Rojo         | 18 | 6  | 4  | 8  | 20 | 25 | -5   | 22   |
| 15.  | Fortaleza F. C.      | 18 | 5  | 4  | 9  | 17 | 25 | -8   | 19   |
| 16.  | Real Santander       | 18 | 5  | 3  | 10 | 22 | 35 | -13  | 18   |
| 17.  | Barranquilla F. C.   | 18 | 4  | 1  | 13 | 14 | 36 | -22  | 13   |
| 18.  | Universitario        | 18 | 2  | 4  | 12 | 17 | 41 | -24  | 10   |

|  |                                                |
|  | Clasificados a los cuadrangulares semifinales. |
|  | Eliminados.                                    |

##### Evolución de la clasificación
| Equipo               | Jornada | Jornada | Jornada | Jornada | Jornada | Jornada | Jornada | Jornada | Jornada | Jornada | Jornada | Jornada | Jornada | Jornada | Jornada | Jornada | Jornada | Jornada |
| Equipo               | 1       | 2       | 3       | 4       | 5       | 6       | 7       | 8       | 9       | 10      | 11      | 12      | 13      | 14      | 15      | 16      | 17      | 18      |
| -------------------- | ------- | ------- | ------- | ------- | ------- | ------- | ------- | ------- | ------- | ------- | ------- | ------- | ------- | ------- | ------- | ------- | ------- | ------- |
| América de Cali      | 7       | 2       | 4       | 6       | 3       | 2       | 3       | 5       | 2       | 1       | 4       | 2       | 4       | 2       | 1       | 1       | 1       | 1       |
| Uniautónoma          | 4       | 3       | 1       | 3       | 4       | 3       | 4       | 2       | 4       | 3       | 1       | 3       | 3       | 4       | 3       | 3       | 2       | 2       |
| Bogotá F. C.         | 15      | 15      | 11      | 13      | 15      | 16      | 15      | 14      | 13      | 10      | 12      | 9       | 11      | 10      | 7       | 5       | 3       | 3       |
| Llaneros             | 1       | 6       | 10      | 12      | 10      | 7       | 6       | 6       | 7       | 6       | 5       | 8       | 5       | 6       | 6       | 7       | 7       | 4       |
| Deportivo Rionegro   | 9       | 10      | 6       | 7       | 5       | 8       | 5       | 3       | 1       | 4       | 3       | 1       | 2       | 1       | 2       | 2       | 4       | 5       |
| Cortuluá             | 17      | 12      | 7       | 5       | 2       | 5       | 8       | 7       | 5       | 5       | 6       | 5       | 6       | 5       | 5       | 9       | 5       | 6       |
| Unión Magdalena      | 14      | 8       | 5       | 9       | 13      | 12      | 10      | 11      | 10      | 8       | 9       | 7       | 7       | 11      | 8       | 6       | 8       | 7       |
| Valledupar F. C.     | 2       | 1       | 2       | 1       | 1       | 1       | 1       | 1       | 3       | 2       | 2       | 4       | 1       | 3       | 4       | 4       | 6       | 8       |
| Depor Aguablanca     | 18      | 18      | 15      | 11      | 9       | 6       | 9       | 9       | 11      | 12      | 10      | 11      | 9       | 8       | 10      | 11      | 10      | 9       |
| Atlético Bucaramanga | 6       | 4       | 8       | 4       | 7       | 10      | 7       | 8       | 8       | 7       | 7       | 6       | 8       | 7       | 9       | 8       | 9       | 10      |
| Jaguares             | 8       | 13      | 14      | 15      | 11      | 13      | 12      | 15      | 17      | 14      | 13      | 13      | 12      | 12      | 12      | 12      | 12      | 11      |
| Real Cartagena       | 12      | 16      | 18      | 17      | 17      | 17      | 17      | 12      | 12      | 13      | 11      | 12      | 10      | 9       | 11      | 10      | 11      | 12      |
| Deportivo Pereira    | 10      | 5       | 3       | 2       | 6       | 4       | 2       | 4       | 6       | 9       | 8       | 10      | 13      | 13      | 13      | 13      | 13      | 13      |
| Expreso Rojo         | 3       | 11      | 9       | 10      | 8       | 9       | 11      | 10      | 9       | 11      | 14      | 14      | 14      | 14      | 15      | 15      | 15      | 14      |
| Fortaleza F. C.      | 11      | 7       | 13      | 8       | 12      | 11      | 13      | 16      | 18      | 15      | 15      | 16      | 15      | 15      | 14      | 14      | 14      | 15      |
| Real Santander       | 16      | 17      | 16      | 18      | 18      | 18      | 18      | 17      | 16      | 18      | 18      | 18      | 17      | 17      | 17      | 17      | 17      | 16      |
| Barranquilla F. C.   | 13      | 14      | 17      | 16      | 16      | 14      | 14      | 18      | 15      | 17      | 16      | 15      | 16      | 16      | 16      | 16      | 16      | 17      |
| Universitario        | 5       | 9       | 12      | 14      | 14      | 15      | 16      | 13      | 14      | 16      | 17      | 17      | 18      | 18      | 18      | 18      | 18      | 18      |

#### Resultados
- La hora de cada encuentro corresponde al huso horario que rige a Colombia (UTC-5)

Nota: Los horarios y partidos de televisión se definen la semana previa a cada jornada. El canal Win Sports es el medio de difusión por televisión autorizado por la Dimayor para la transmisión por cable de dos partidos por fecha.
| Uniautónoma        | 3 : 2 | Deportivo Pereira    | Marcos Henríquez          | 2 de febrero | 15:00 | Sin transmisión |
| Expreso Rojo       | 2 : 0 | Cortuluá             | Jorge Torres Rocha        | 2 de febrero | 15:00 | Sin transmisión |
| Real Santander     | 0 : 2 | Valledupar F.C.      | Alfonso López             | 2 de febrero | 15:30 | Sin transmisión |
| Deportivo Rionegro | 2 : 1 | Barranquilla F.C.    | Alberto Grisales          | 2 de febrero | 19:00 | Sin transmisión |
| Universitario      | 3 : 2 | Fortaleza            | Ciro López                | 3 de febrero | 11:30 | Sin transmisión |
| Jaguares           | 2 : 1 | Real Cartagena       | Municipal de Montería     | 3 de febrero | 15:30 | Sin transmisión |
| Depor              | 0 : 3 | Llaneros             | Olímpico Pascual Guerrero | 3 de febrero | 15:30 | Sin transmisión |
| Unión Magdalena    | 1 : 2 | Atlético Bucaramanga | Eduardo Santos            | 4 de febrero | 18:00 | Win Sports      |
| Bogotá F.C.        | 1 : 2 | América de Cali      | Nemesio Camacho El Campín | 4 de febrero | 20:10 | Win Sports      |

| Fortaleza            | 2 : 0 | Depor              | Municipal Los Zipas       | 9 de febrero  | 15:00 | Sin transmisión |
| Valledupar F.C.      | 3 : 0 | Jaguares           | Armando Maestre Pavajeau  | 9 de febrero  | 15:30 | Sin transmisión |
| Cortuluá             | 3 : 2 | Universitario      | Doce de Octubre           | 10 de febrero | 15:30 | Sin transmisión |
| Atlético Bucaramanga | 1 : 0 | Deportivo Rionegro | Alfonso López             | 10 de febrero | 15:30 | Sin transmisión |
| Deportivo Pereira    | 5 : 3 | Real Santander     | Hernán Ramírez Villegas   | 10 de febrero | 15:30 | Sin transmisión |
| Llaneros             | 1 : 3 | Uniautónoma        | Manuel Calle Lombana      | 10 de febrero | 15:30 | Sin transmisión |
| Real Cartagena       | 0 : 2 | Unión Magdalena    | Jaime Morón León          | 11 de febrero | 18:00 | Win Sports      |
| América de Cali      | 4 : 1 | Expreso Rojo       | Olímpico Pascual Guerrero | 11 de febrero | 20:10 | Win Sports      |
| Barranquilla F.C.    | 2 : 1 | Bogotá F.C.        | Romelio Martínez          | 22 de febrero | 15:00 | Sin transmisión |

| Uniautónoma        | 2 : 0 | Fortaleza            | Marcos Henríquez             | 16 de febrero    | 15:00       | Sin trasmisión |
| Bogotá F.C.        | 3 : 1 | Atlético Bucaramanga | Parque Estadio Olaya Herrera | 16 de febrero    | 15:00       | Sin trasmisión |
| Real Santander     | 2 : 2 | Llaneros             | Alfonso López                | 16 de febrero    | 15:30       | Sin trasmisión |
| Expreso Rojo       | 1 : 0 | Barranquilla F.C.    | Luis Carlos Galán            | 17 de febrero    | 15:00       | Sin trasmisión |
| Jaguares           | 1 : 3 | Deportivo Pereira    | Municipal de Montería        | 17 de febrero    | 15:30       | Sin trasmisión |
| Unión Magdalena    | 1 : 0 | Valledupar F.C.      | Eduardo Santos               | 17 de febrero    | 15:30       | Sin trasmisión |
| Cortuluá           | 2 : 1 | América de Cali      | Doce de Octubre              | 17 de febrero    | 15:30       | Sin trasmisión |
| Deportivo Rionegro | 2 : 1 | Real Cartagena       | Alberto Grisales             | 18 de febrero    | 20:10       | Win Sports     |
| Depor              | 1 : 0 | Universitario        | Olímpico Pascual Guerrero    | 18/19 de febrero | 18:00/11:00 | Win Sports     |

| Fortaleza            | 2 : 0 | Real Santander     | Municipal Los Zipas       | 23 de febrero | 15:00 | Sin transmisión |
| Valledupar F.C.      | 2 : 2 | Deportivo Rionegro | Armando Maestre Pavajeau  | 23 de febrero | 15:30 | Sin transmisión |
| Universitario        | 1 : 1 | América de Cali    | Ciro López                | 24 de febrero | 11:30 | Sin transmisión |
| Atlético Bucaramanga | 2 : 0 | Expreso Rojo       | Alfonso López             | 24 de febrero | 15:30 | Sin transmisión |
| Llaneros             | 1 : 1 | Jaguares           | Manuel Calle Lombana      | 24 de febrero | 15:30 | Sin transmisión |
| Depor                | 2 : 1 | Uniautónoma        | Olímpico Pascual Guerrero | 24 de febrero | 15:30 | Sin transmisión |
| Real Cartagena       | 1 : 1 | Bogotá F.C.        | Jaime Morón León          | 25 de febrero | 18:00 | Win Sports      |
| Barranquilla F.C.    | 0 : 1 | Cortuluá           | Romelio Martínez          | 25 de febrero | 20:10 | Win Sports      |
| Deportivo Pereira    | 4 : 0 | Unión Magdalena    | Hernán Ramírez Villegas   | 26 de febrero | 19:45 | Sin transmisión |

| Uniautónoma        | 1 : 1 | Universitario        | Marcos Henríquez          | 2 de marzo | 15:00 | Sin transmisión |
| Expreso Rojo       | 2 : 1 | Real Cartagena       | Luis Carlos Galán         | 2 de marzo | 15:00 | Sin transmisión |
| Real Santander     | 0 : 1 | Depor                | Alfonso López             | 2 de marzo | 15:30 | Sin transmisión |
| Deportivo Rionegro | 2 : 1 | Deportivo Pereira    | Alberto Grisales          | 2 de marzo | 19:00 | Sin transmisión |
| Jaguares           | 1 : 0 | Fortaleza            | Municipal de Montería     | 3 de marzo | 15:00 | Sin transmisión |
| Unión Magdalena    | 0 : 1 | Llaneros             | Eduardo Santos            | 3 de marzo | 15:30 | Sin transmisión |
| Cortuluá           | 3 : 0 | Atlético Bucaramanga | Doce de Octubre           | 3 de marzo | 15:30 | Sin transmisión |
| Bogotá F.C.        | 0 : 1 | Valledupar F.C.      | Metropolitano de Techo    | 4 de marzo | 18:00 | Win Sports      |
| América de Cali    | 5 : 1 | Barranquilla F.C.    | Olímpico Pascual Guerrero | 4 de marzo | 20:10 | Win Sports      |

| Fortaleza            | 0 : 0 | Unión Magdalena    | Municipal Los Zipas       | 9 de marzo  | 15:00 | Sin transmisión |
| Uniautónoma          | 2 : 1 | Real Santander     | Marcos Henríquez          | 9 de marzo  | 15:00 | Sin transmisión |
| Universitario        | 0 : 1 | Barranquilla F.C.  | Ciro López                | 10 de marzo | 11:30 | Sin transmisión |
| Atlético Bucaramanga | 0 : 1 | América de Cali    | Alfonso López             | 10 de marzo | 15:30 | Sin transmisión |
| Valledupar F.C.      | 1 : 1 | Expreso Rojo       | Armando Maestre Pavajeau  | 10 de marzo | 15:30 | Sin transmisión |
| Llaneros             | 1 : 0 | Deportivo Rionegro | Manuel Calle Lombana      | 10 de marzo | 15:30 | Sin transmisión |
| Depor                | 2 : 1 | Jaguares           | Olímpico Pascual Guerrero | 10 de marzo | 15:30 | Sin transmisión |
| Real Cartagena       | 2 : 0 | Cortuluá           | Jaime Morón León          | 11 de marzo | 18:00 | Win Sports      |
| Deportivo Pereira    | 4 : 2 | Bogotá F.C.        | Hernán Ramírez Villegas   | 11 de marzo | 20:10 | Win Sports      |

| Barranquilla F.C.  | 1 : 3 | Atlético Bucaramanga | Romelio Martínez          | 16 de marzo | 15:00 | Sin transmisión |
| Real Santander     | 2 : 1 | Universitario        | Alfonso López             | 16 de marzo | 15:30 | Sin transmisión |
| Deportivo Rionegro | 4 : 0 | Fortaleza            | Alberto Grisales          | 16 de marzo | 19:00 | Sin transmisión |
| Expreso Rojo       | 0 : 2 | Deportivo Pereira    | Luis Carlos Galán         | 17 de marzo | 15:00 | Sin transmisión |
| Jaguares           | 1 : 1 | Uniautónoma          | Municipal de Montería     | 17 de marzo | 15:30 | Sin transmisión |
| Unión Magdalena    | 2 : 1 | Depor                | Federico Serrano Soto     | 17 de marzo | 15:30 | Sin transmisión |
| Cortuluá           | 0 : 3 | Valledupar F.C.      | Doce de Octubre           | 17 de marzo | 15:30 | Sin transmisión |
| Bogotá F.C.        | 0 : 0 | Llaneros             | Metropolitano de Techo    | 18 de marzo | 18:00 | Win Sports      |
| América de Cali    | 0 : 0 | Real Cartagena       | Olímpico Pascual Guerrero | 18 de marzo | 20:10 | Win Sports      |

| Uniautónoma       | 2 : 0 | Unión Magdalena      | Marcos Henríquez          | 23 de marzo | 15:00 | Sin transmisión |
| Universitario     | 3 : 1 | Atlético Bucaramanga | Ciro López                | 24 de marzo | 11:30 | Sin transmisión |
| Fortaleza         | 1 : 2 | Bogotá F.C.          | Municipal Los Zipas       | 24 de marzo | 15:00 | Sin transmisión |
| Valledupar F.C.   | 0 : 0 | América de Cali      | Armando Maestre Pavajeau  | 24 de marzo | 15:30 | Sin transmisión |
| Llaneros          | 2 : 1 | Expreso Rojo         | Manuel Calle Lombana      | 24 de marzo | 15:30 | Sin transmisión |
| Depor             | 0 : 1 | Deportivo Rionegro   | Olímpico Pascual Guerrero | 24 de marzo | 15:30 | Sin transmisión |
| Real Santander    | 1 : 0 | Jaguares             | Alfonso López             | 24 de marzo | 15:30 | Sin transmisión |
| Real Cartagena    | 3 : 0 | Barranquilla F.C.    | Jaime Morón León          | 24 de marzo | 19:45 | Win Sports      |
| Deportivo Pereira | 0 : 1 | Cortuluá             | Hernán Ramírez Villegas   | 25 de marzo | 20:10 | Win Sports      |

| Barranquilla F.C.    | 3 : 2 | Uniautónoma        | Romelio Martínez          | 30 de marzo | 15:00 | Sin transmisión |
| Fortaleza            | 1 : 2 | Expreso Rojo       | Municipal Los Zipas       | 30 de marzo | 15:00 | Sin transmisión |
| Valledupar F.C.      | 0 : 1 | Unión Magdalena    | Armando Maestre Pavajeau  | 30 de marzo | 15:30 | Sin transmisión |
| Universitario        | 1 : 1 | Cortuluá           | Ciro López                | 31 de marzo | 11:30 | Sin transmisión |
| Atlético Bucaramanga | 2 : 2 | Real Santander     | Alfonso López             | 31 de marzo | 15:30 | Sin transmisión |
| Real Cartagena       | 2 : 0 | Jaguares           | Jaime Morón León          | 31 de marzo | 15:30 | Sin transmisión |
| Llaneros             | 0 : 3 | Bogotá F.C.        | Manuel Calle Lombana      | 31 de marzo | 15:30 | Sin transmisión |
| Deportivo Pereira    | 0 : 3 | Deportivo Rionegro | Hernán Ramírez Villegas   | 1 de abril  | 18:00 | Win Sports      |
| América de Cali      | 2 : 0 | Depor              | Olímpico Pascual Guerrero | 1 de abril  | 20:10 | Win Sports      |

| Expreso Rojo         | 1 : 2 | Fortaleza         | Luis Carlos Galán         | 6 de abril | 15:00 | Sin transmisión |
| Barranquilla F.C.    | 0 : 2 | Valledupar F.C.   | Romelio Martínez          | 6 de abril | 15:00 | Sin transmisión |
| Deportivo Rionegro   | 0 : 4 | Uniautónoma       | Alberto Grisales          | 6 de abril | 20:00 | Sin transmisión |
| Jaguares             | 2 : 0 | Universitario     | Municipal de Montería     | 7 de abril | 15:30 | Sin transmisión |
| Unión Magdalena      | 2 : 0 | Real Santander    | Federico Serrano Soto     | 7 de abril | 15:30 | Sin transmisión |
| Cortuluá             | 1 : 1 | Llaneros          | Doce de Octubre           | 7 de abril | 15:30 | Sin transmisión |
| Atlético Bucaramanga | 2 : 1 | Real Cartagena    | Alfonso López             | 7 de abril | 15:30 | Sin transmisión |
| Bogotá F.C.          | 3 : 1 | Depor             | Metropolitano de Techo    | 8 de abril | 18:00 | Win Sports      |
| América de Cali      | 3 : 0 | Deportivo Pereira | Olímpico Pascual Guerrero | 8 de abril | 20:10 | Win Sports      |

| Uniautónoma       | 1 : 0 | Bogotá F.C.          | Marcos Henríquez          | 13 de abril | 15:00 | Sin transmisión |
| Valledupar F.C.   | 0 : 0 | Atlético Bucaramanga | Armando Maestre Pavajeau  | 13 de abril | 15:30 | Sin transmisión |
| Real Santander    | 3 : 4 | Deportivo Rionegro   | Alfonso López             | 13 de abril | 15:30 | Sin transmisión |
| Universitario     | 0 : 2 | Real Cartagena       | Ciro López                | 14 de abril | 11:30 | Sin transmisión |
| Fortaleza         | 1 : 1 | Cortuluá             | Municipal Los Zipas       | 14 de abril | 15:00 | Sin transmisión |
| Llaneros          | 1 : 0 | América de Cali      | Manuel Calle Lombana      | 14 de abril | 15:30 | Sin transmisión |
| Jaguares          | 2 : 1 | Unión Magdalena      | Municipal de Montería     | 14 de abril | 15:30 | Sin transmisión |
| Depor             | 2 : 0 | Expreso Rojo         | Olímpico Pascual Guerrero | 15 de abril | 18:00 | Win Sports      |
| Deportivo Pereira | 2 : 2 | Barranquilla F.C.    | Hernán Ramírez Villegas   | 15 de abril | 20:10 | Win Sports      |

| Unión Magdalena      | 4 : 0 | Universitario     | Federico Serrano Soto     | 17 de abril | 15:30 | Sin transmisión |
| Bogotá F.C.          | 3 : 0 | Real Santander    | Metropolitano de Techo    | 17 de abril | 15:30 | Sin transmisión |
| Deportivo Rionegro   | 3 : 2 | Jaguares          | Alberto Grisales          | 17 de abril | 19:00 | Sin transmisión |
| América de Cali      | 3 : 0 | Fortaleza         | Olímpico Pascual Guerrero | 17 de abril | 20:00 | Sin transmisión |
| Real Cartagena       | 1 : 1 | Valledupar F.C.   | Jaime Morón León          | 17 de abril | 20:00 | Sin transmisión |
| Expreso Rojo         | 2 : 2 | Uniautónoma       | Luis Carlos Galán         | 18 de abril | 15:00 | Sin transmisión |
| Barranquilla F.C.    | 1 : 0 | Llaneros          | Romelio Martínez          | 18 de abril | 15:00 | Sin transmisión |
| Atlético Bucaramanga | 2 : 0 | Deportivo Pereira | Alfonso López             | 18 de abril | 15:15 | Win Sports      |
| Cortuluá             | 2 : 1 | Depor             | Doce de Octubre           | 18 de abril | 15:30 | Sin transmisión |

| Universitario     | 0 : 8 | Valledupar F.C.      | Ciro López                | 21 de abril | 11:30 | Sin transmisión |
| Fortaleza         | 2 : 0 | Barranquilla F.C.    | Municipal Los Zipas       | 21 de abril | 15:00 | Sin transmisión |
| Uniautónoma       | 2 : 2 | Cortuluá             | Marcos Henríquez          | 21 de abril | 15:00 | Sin transmisión |
| Llaneros          | 2 : 1 | Atlético Bucaramanga | Manuel Calle Lombana      | 21 de abril | 15:30 | Sin transmisión |
| Real Santander    | 2 : 2 | Expreso Rojo         | Alfonso López             | 21 de abril | 15:30 | Sin transmisión |
| Jaguares          | 3 : 0 | Bogotá F.C.          | Municipal de Montería     | 21 de abril | 15:30 | Sin transmisión |
| Unión Magdalena   | 2 : 2 | Deportivo Rionegro   | Federico Serrano Soto     | 21 de abril | 15:30 | Sin transmisión |
| Depor             | 1 : 0 | América de Cali      | Olímpico Pascual Guerrero | 22 de abril | 18:00 | Win Sports      |
| Deportivo Pereira | 1 : 2 | Real Cartagena       | Hernán Ramírez Villegas   | 22 de abril | 20:10 | Win Sports      |

| Valledupar F.C.      | 1 : 0 | Deportivo Pereira | Armando Maestre Pavajeau  | 20 de febrero | 15:30 | Sin transmisión |
| Barranquilla F.C.    | 1 : 2 | Depor             | Romelio Martínez          | 28 de abril   | 15:00 | Sin transmisión |
| Bogotá F.C.          | 2 : 0 | Unión Magdalena   | Metropolitano de Techo    | 28 de abril   | 15:00 | Sin transmisión |
| Expreso Rojo         | 1 : 1 | Jaguares          | Luis Carlos Galán         | 28 de abril   | 15:00 | Sin transmisión |
| Cortuluá             | 4 : 1 | Real Santander    | Doce de Octubre           | 28 de abril   | 15:30 | Sin transmisión |
| Atlético Bucaramanga | 0 : 0 | Fortaleza         | Alfonso López             | 28 de abril   | 15:30 | Sin transmisión |
| Deportivo Rionegro   | 2 : 1 | Universitario     | Alberto Grisales          | 28 de abril   | 17:00 | Sin transmisión |
| Real Cartagena       | 2 : 0 | Llaneros          | Jaime Morón León          | 29 de abril   | 18:00 | Win Sports      |
| América de Cali      | 1 : 0 | Uniautónoma       | Olímpico Pascual Guerrero | 29 de abril   | 20:10 | Win Sports      |

| Universitario      | 2 : 4 | Deportivo Pereira    | Ciro López                | 5 de mayo | 11:30 | Sin transmisión |
| Fortaleza          | 2 : 1 | Real Cartagena       | Municipal Los Zipas       | 5 de mayo | 15:00 | Sin transmisión |
| Uniautónoma        | 5 : 0 | Barranquilla F.C.    | Marcos Henríquez          | 5 de mayo | 15:00 | Sin transmisión |
| Real Santander     | 0 : 2 | América de Cali      | Alfonso López             | 5 de mayo | 15:00 | Sin transmisión |
| Jaguares           | 2 : 0 | Cortuluá             | Municipal de Montería     | 5 de mayo | 15:00 | Sin transmisión |
| Llaneros           | 2 : 1 | Valledupar F.C.      | Manuel Calle Lombana      | 5 de mayo | 15:30 | Sin transmisión |
| Unión Magdalena    | 2 : 1 | Expreso Rojo         | Federico Serrano Soto     | 5 de mayo | 15:30 | Sin transmisión |
| Depor              | 2 : 2 | Atlético Bucaramanga | Olímpico Pascual Guerrero | 6 de mayo | 18:00 | Win Sports      |
| Deportivo Rionegro | 3 : 5 | Bogotá F.C.          | Alberto Grisales          | 6 de mayo | 20:10 | Win Sports      |

| Bogotá F.C.          | 3 : 1 | Universitario      | Metropolitano de Techo    | 11 de mayo | 15:00 | Sin transmisión |
| Barranquilla F.C.    | 0 : 2 | Real Santander     | Romelio Martínez          | 11 de mayo | 15:00 | Sin transmisión |
| Valledupar F.C.      | 2 : 2 | Fortaleza          | Armando Maestre Pavajeau  | 11 de mayo | 15:30 | Sin transmisión |
| Expreso Rojo         | 1 : 0 | Deportivo Rionegro | Luis Carlos Galán         | 12 de mayo | 15:00 | Sin transmisión |
| Atlético Bucaramanga | 3 : 1 | Uniautónoma        | Alfonso López             | 12 de mayo | 15:30 | Sin transmisión |
| Cortuluá             | 1 : 2 | Unión Magdalena    | Doce de Octubre           | 12 de mayo | 15:30 | Sin transmisión |
| Real Cartagena       | 2 : 1 | Depor              | Jaime Morón León          | 13 de mayo | 15:15 | Win Sports      |
| Deportivo Pereira    | 0 : 0 | Llaneros           | Hernán Ramírez Villegas   | 13 de mayo | 19:45 | Win Sports      |
| América de Cali      | 4 : 0 | Jaguares           | Olímpico Pascual Guerrero | 14 de mayo | 20:10 | Win Sports      |

| Universitario      | 1 : 1 | Llaneros             | Ciro López                | 19 de mayo | 15:00 | Sin transmisión |
| Fortaleza          | 0 : 1 | Deportivo Pereira    | Municipal Los Zipas       | 19 de mayo | 15:00 | Sin transmisión |
| Depor              | 2 : 1 | Valledupar F.C.      | Olímpico Pascual Guerrero | 19 de mayo | 15:00 | Sin transmisión |
| Uniautónoma        | 1 : 0 | Real Cartagena       | Marcos Henríquez          | 19 de mayo | 15:00 | Sin transmisión |
| Real Santander     | 1 : 0 | Atlético Bucaramanga | Alfonso López             | 19 de mayo | 15:00 | Sin transmisión |
| Jaguares           | 1 : 0 | Barranquilla F.C.    | Municipal de Montería     | 19 de mayo | 15:00 | Sin transmisión |
| Bogotá F.C.        | 1 : 0 | Expreso Rojo         | Metropolitano de Techo    | 19 de mayo | 15:00 | Sin transmisión |
| Deportivo Rionegro | 1 : 2 | Cortuluá             | Alberto Grisales          | 19 de mayo | 15:00 | Sin transmisión |
| Unión Magdalena    | 0 : 1 | América de Cali      | Federico Serrano Soto     | 19 de mayo | 15:00 | Sin transmisión |

| Expreso Rojo         | 2 : 0 | Universitario      | Luis Carlos Galán         | 26 de mayo | 15:00 | Sin transmisión |
| Cortuluá             | 1 : 1 | Bogotá F.C.        | Doce de Octubre           | 26 de mayo | 15:00 | Sin transmisión |
| Barranquilla F.C.    | 1 : 2 | Unión Magdalena    | Romelio Martínez          | 26 de mayo | 15:00 | Sin transmisión |
| Atlético Bucaramanga | 1 : 1 | Jaguares           | Alfonso López             | 26 de mayo | 15:00 | Sin transmisión |
| Real Cartagena       | 1 : 2 | Real Santander     | Jaime Morón León          | 26 de mayo | 15:00 | Sin transmisión |
| Deportivo Pereira    | 0 : 1 | Depor              | Hernán Ramírez Villegas   | 26 de mayo | 15:00 | Sin transmisión |
| Llaneros             | 2 : 0 | Fortaleza          | Manuel Calle Lombana      | 26 de mayo | 15:00 | Sin transmisión |
| Valledupar F.C.      | 1 : 1 | Uniautónoma        | Armando Maestre Pavajeau  | 26 de mayo | 15:00 | Sin transmisión |
| América de Cali      | 1 : 0 | Deportivo Rionegro | Olímpico Pascual Guerrero | 27 de mayo | 19:45 | Win Sports      |

### Cuadrangulares semifinales
- La hora de cada encuentro corresponde al huso horario que rige a Colombia (UTC-5)

Al finalizar la primera fase del torneo finalización —también denominada «Todos contra todos»—, se obtuvieron los ocho equipos con mayor puntaje, encargados de disputar la segunda fase, los cuadrangulares semifinales. Para los cuadrangulares semifinales, los ocho equipos clasificados se dividieron en dos grupos, previamente sorteados, de igual número de participantes, de manera que los equipos que ocuparon el 1° y 2° puesto en la fase de todos contra todos, fueron ubicados en el Grupo A y Grupo B, respectivamente. Los otros seis clasificados, fueron debidamente sorteados, de manera que los equipos, se emparejaron de esta manera: 3° y 4°; 5° y 6°; 7° y 8°, cada equipo de tales emparejamientos se situó en un grupo cada uno.
Tras tener cada grupo formado con sus cuatro equipos participantes, se llevaron a cabo enfrentamientos con el formato todos contra todos, a ida y vuelta, dando como resultado 6 fechas en disputa. Cabe resaltar que en caso de empate en puntos, no se desempata por la diferencia de gol sino que se desempata según la posición que tomó cada equipo en la fase de todos contra todos, teniendo así ventaja los equipos mejor ubicados en la tabla. La ubicación de cada equipo en los cuadrangulares se definió en el sorteo realizado por la División Mayor del Fútbol Colombiano, el 27 de mayo.
|  |                                              |
|  | Clasificados a la final del Torneo Apertura. |
|  | Eliminados.                                  |

|  |                |
|  | Triunfo local. |
|  | Empate.        |
|  | Derrota local. |

#### Grupo A
| Pos. | Equipos            | PJ | PG | PE | PP | GF | GC | Dif. | Pts. |
| ---- | ------------------ | -- | -- | -- | -- | -- | -- | ---- | ---- |
| 1.   | Unión Magdalena    | 6  | 4  | 0  | 2  | 10 | 7  | 3    | 12   |
| 2.   | Deportivo Rionegro | 6  | 2  | 2  | 2  | 7  | 11 | -4   | 8    |
| 3.   | América de Cali    | 6  | 2  | 1  | 3  | 11 | 9  | 2    | 7    |
| 4.   | Llaneros           | 6  | 2  | 1  | 3  | 5  | 6  | -1   | 7    |

| Equipos            | MAG | RIO | AME | LLA |
| ------------------ | --- | --- | --- | --- |
| Unión Magdalena    |     | 3:1 | 3:1 | 1:0 |
| Deportivo Rionegro | 1:0 |     | 2:2 | 3:2 |
| América de Cali    | 4:1 | 4:0 |     | 0:2 |
| Llaneros           | 0:2 | 0:0 | 1:0 |     |

| Nota: Si hay empate en puntos, se desempata según la posición de los equipos en la fase de todos contra todos. |

| Primera | Unión Magdalena | 3 : 1 | América de Cali | Federico Serrano Soto | 2 de junio  | 15:00 | Sin transmisión |
| Primera | Rionegro        | 3 : 2 | Llaneros        | Alberto Grisales      | 3 de junio  | 20:10 | Win Sports      |
| Segunda | Llaneros        | 0 : 2 | Unión Magdalena | Manuel Calle Lombana  | 6 de junio  | 15:30 | Sin transmisión |
| Segunda | América de Cali | 4 : 0 | Rionegro        | Pascual Guerrero      | 6 de junio  | 20:10 | Win Sports      |
| Tercera | Llaneros        | 1 : 0 | América de Cali | Manuel Calle Lombana  | 9 de junio  | 15:15 | Win Sports      |
| Tercera | Rionegro        | 1 : 0 | Unión Magdalena | Alberto Grisales      | 9 de junio  | 17:30 | Win Sports      |
| Cuarta  | Unión Magdalena | 3 : 1 | Rionegro        | Federico Serrano Soto | 16 de junio | 15:15 | Sin transmisión |
| Cuarta  | América de Cali | 0 : 2 | Llaneros        | Pascual Guerrero      | 16 de junio | 19:45 | Win Sports      |
| Quinta  | Unión Magdalena | 1 : 0 | Llaneros        | Federico Serrano Soto | 19 de junio | 15:15 | Win Sports      |
| Quinta  | Rionegro        | 2 : 2 | América de Cali | Alberto Grisales      | 20 de junio | 19:00 | Sin transmisión |
| Sexta   | Llaneros        | 0 : 0 | Rionegro        | Manuel Calle Lombana  | 23 de junio | 15:15 | Sin transmisión |
| Sexta   | América de Cali | 4 : 1 | Unión Magdalena | Pascual Guerrero      | 23 de junio | 15:15 | Sin transmisión |

#### Grupo B
| Pos. | Equipos          | PJ | PG | PE | PP | GF | GC | Dif. | Pts. |
| ---- | ---------------- | -- | -- | -- | -- | -- | -- | ---- | ---- |
| 1.   | Uniautónoma      | 6  | 3  | 2  | 1  | 15 | 9  | 6    | 11   |
| 2.   | Cortuluá         | 6  | 3  | 2  | 1  | 10 | 6  | 4    | 11   |
| 3.   | Valledupar F. C. | 6  | 2  | 2  | 2  | 8  | 11 | -3   | 8    |
| 4.   | Bogotá F. C.     | 6  | 0  | 2  | 4  | 3  | 10 | -7   | 2    |

| Equipos         | UAC | BOG | COR | VLL |
| --------------- | --- | --- | --- | --- |
| Uniautónoma     |     | 2:0 | 2:2 | 6:2 |
| Bogotá F.C.     | 2:2 |     | 1:2 | 0:0 |
| Cortuluá        | 0:2 | 2:0 |     | 3:0 |
| Valledupar F.C. | 3:2 | 2:0 | 1:1 |     |

| Nota: Si hay empate en puntos, se desempata según la posición de los equipos en la fase de todos contra todos. |

| Primera | Uniautónoma     | 2 : 2 | Cortuluá        | Marcos Henríquez         | 2 de junio  | 15:00 | Sin transmisión |
| Primera | Valledupar F.C. | 2 : 0 | Bogotá F.C.     | Armando Maestre Pavajeau | 3 de junio  | 18:00 | Win Sports      |
| Segunda | Bogotá F.C.     | 2 : 2 | Uniautónoma     | Metropolitano de Techo   | 6 de junio  | 18:00 | Win Sports      |
| Segunda | Valledupar F.C. | 1 : 1 | Cortuluá        | Armando Maestre Pavajeau | 6 de junio  | 19:30 | Sin transmisión |
| Tercera | Uniautónoma     | 6 : 2 | Valledupar F.C. | Marcos Henríquez         | 10 de junio | 15:15 | Win Sports      |
| Tercera | Cortuluá        | 2 : 0 | Bogotá F.C.     | Doce de Octubre          | 10 de junio | 17:30 | Win Sports      |
| Cuarta  | Bogotá F.C.     | 1 : 2 | Cortuluá        | Metropolitano de Techo   | 17 de junio | 18:00 | Win Sports      |
| Cuarta  | Valledupar F.C. | 3 : 2 | Uniautónoma     | Armando Maestre Pavajeau | 17 de junio | 20:10 | Win Sports      |
| Quinta  | Uniautónoma     | 2 : 0 | Bogotá F.C.     | Marcos Henríquez         | 20 de junio | 15:15 | Win Sports      |
| Quinta  | Cortuluá        | 3 : 0 | Valledupar F.C. | Doce de Octubre          | 20 de junio | 19:30 | Sin transmisión |
| Sexta   | Bogotá F.C.     | 0 : 0 | Valledupar F.C. | Metropolitano de Techo   | 23 de junio | 15:00 | Sin transmisión |
| Sexta   | Cortuluá        | 0 : 2 | Uniautónoma     | Doce de Octubre          | 23 de junio | 19:45 | Win Sports      |

### Final
La final del Torneo Apertura, se jugará los días 26 de junio y 1 de julio entre los clasificados como primeros del Grupo A y Grupo B. Disputarán la final, a una serie de dos partidos, de ida y vuelta. El ganador no garantiza el ascenso directo, ya que la final únicamente sirve para definir al primer finalista del año, que asegura su oportunidad de jugar la serie de promoción.
| 26 de junio de 2013 | Unión Magdalena                   | 2:1 (0:0) | Uniautónoma | Estadio Federico Serrano Soto, Riohacha |                             |
| 15:15               | Villarreal 48' (pen.) · Parra 86' | Reporte   | Roa 50'     | Árbitro(s): Gustavo Murillo             | Árbitro(s): Gustavo Murillo |

| 1 de julio de 2013 | Uniautónoma                            | 2:1 (0:0) (3:1 p.)         | Unión Magdalena                           | Estadio Metropolitano Roberto Meléndez, Barranquilla |                            |
| 19:45              | Méndez 30' · Rivera 44'                | Reporte                    | Villarreal 70' (pen.)                     | Árbitro(s): Harold Perilla                           | Árbitro(s): Harold Perilla |
|                    |                                        | Tiros desde el punto penal |                                           |                                                      |                            |
|                    | Rivera · Méndez · Navarro · Machacón · |                            | Villarreal · Carrillo · Amador · Quiñónez |                                                      |                            |

### Goleadores
| Jugador                | Equipos          | Goles |
| ---------------------- | ---------------- | ----- |
| Martín Arzuaga         | Uniautónoma      | 22    |
| Isaac Arias            | Valledupar F. C. | 20    |
| Oscar Villarreal       | Unión Magdalena  | 13    |
| Andrés Javier Mosquera | Bogotá F. C.     | 9     |

## Torneo Finalización

### Todos contra todos
Al igual que en el Torneo Apertura, en la primera fase del Torneo Finalización, se jugarán partidos con el sistema de todos contra todos, teniendo en cuenta que cada equipo repetirá rival en la Fecha 9, debido a que esta es la fecha de los clásicos regionales. Así, esta fase del torneo sumará 18 fechas jugadas, y como resultado dará a los ocho equipos, con más puntaje, que clasificaron a la siguiente fase, los cuadrangulares semifinales.

#### Clasificación
| Pos. | Equipos              | PJ | PG | PE | PP | GF | GC | Dif. | Pts. |
| ---- | -------------------- | -- | -- | -- | -- | -- | -- | ---- | ---- |
| 1.   | América de Cali      | 18 | 9  | 6  | 3  | 21 | 9  | 12   | 33   |
| 2.   | Deportivo Rionegro   | 18 | 9  | 5  | 4  | 27 | 23 | 4    | 32   |
| 3.   | Real Cartagena       | 18 | 9  | 4  | 5  | 40 | 29 | 11   | 31   |
| 4.   | Cortuluá             | 18 | 7  | 8  | 3  | 26 | 20 | 6    | 29   |
| 5.   | Atlético Bucaramanga | 18 | 8  | 4  | 6  | 19 | 15 | 4    | 28   |
| 6.   | Fortaleza F. C.      | 18 | 7  | 7  | 4  | 22 | 19 | 3    | 28   |
| 7.   | Uniautónoma          | 18 | 7  | 6  | 5  | 24 | 25 | -1   | 27   |
| 8.   | Jaguares             | 18 | 7  | 5  | 6  | 18 | 19 | -1   | 26   |
| 9.   | Deportivo Pereira    | 18 | 5  | 9  | 4  | 20 | 18 | 2    | 24   |
| 10.  | Valledupar F. C.     | 18 | 6  | 4  | 8  | 22 | 20 | 2    | 22   |
| 11.  | Llaneros             | 18 | 6  | 4  | 8  | 17 | 19 | -2   | 22   |
| 12.  | Depor Aguablanca     | 18 | 5  | 6  | 7  | 26 | 26 | 0    | 21   |
| 13.  | Real Santander       | 18 | 5  | 6  | 7  | 22 | 27 | -5   | 21   |
| 14.  | Bogotá F. C.         | 18 | 6  | 3  | 9  | 15 | 20 | -5   | 21   |
| 15.  | Unión Magdalena      | 18 | 5  | 4  | 9  | 19 | 24 | -5   | 19   |
| 16.  | Expreso Rojo         | 18 | 4  | 6  | 8  | 16 | 24 | -8   | 18   |
| 17.  | Universitario        | 18 | 4  | 6  | 8  | 21 | 34 | -13  | 18   |
| 18.  | Barranquilla F. C.   | 18 | 4  | 5  | 9  | 24 | 28 | -4   | 17   |

|  |                                                |
|  | Clasificados a los cuadrangulares semifinales. |
|  | Eliminados.                                    |

##### Evolución de la clasificación
| Equipo               | Jornada | Jornada | Jornada | Jornada | Jornada | Jornada | Jornada | Jornada | Jornada | Jornada | Jornada | Jornada | Jornada | Jornada | Jornada | Jornada | Jornada | Jornada |
| Equipo               | 1       | 2       | 3       | 4       | 5       | 6       | 7       | 8       | 9       | 10      | 11      | 12      | 13      | 14      | 15      | 16      | 17      | 18      |
| -------------------- | ------- | ------- | ------- | ------- | ------- | ------- | ------- | ------- | ------- | ------- | ------- | ------- | ------- | ------- | ------- | ------- | ------- | ------- |
| América de Cali      | 9       | 11      | 12      | 10      | 6       | 3       | 5       | 3       | 4       | 6       | 2       | 2       | 1       | 1       | 2       | 2       | 1       | 1       |
| Deportivo Rionegro   | 6       | 13      | 16      | 12      | 14      | 13      | 9       | 6       | 6       | 4       | 6       | 6       | 3       | 3       | 3       | 3       | 3       | 2       |
| Real Cartagena       | 14      | 8       | 2       | 2       | 1       | 2       | 1       | 1       | 1       | 1       | 1       | 1       | 2       | 2       | 1       | 1       | 2       | 3       |
| Cortuluá             | 1       | 2       | 7       | 8       | 3       | 5       | 4       | 7       | 10      | 7       | 7       | 9       | 6       | 6       | 5       | 4       | 4       | 4       |
| Atlético Bucaramanga | 8       | 4       | 4       | 4       | 7       | 9       | 7       | 4       | 7       | 5       | 4       | 4       | 5       | 5       | 4       | 6       | 5       | 5       |
| Fortaleza F. C.      | 5       | 5       | 3       | 1       | 2       | 1       | 2       | 2       | 2       | 2       | 3       | 3       | 4       | 4       | 6       | 5       | 7       | 6       |
| Uniautónoma          | 12      | 7       | 10      | 13      | 15      | 12      | 10      | 10      | 11      | 14      | 9       | 7       | 7       | 9       | 7       | 7       | 6       | 7       |
| Jaguares             | 3       | 9       | 5       | 6       | 8       | 4       | 8       | 5       | 5       | 3       | 5       | 5       | 8       | 8       | 10      | 11      | 9       | 8       |
| Deportivo Pereira    | 11      | 17      | 18      | 18      | 13      | 11      | 6       | 9       | 8       | 9       | 11      | 11      | 10      | 7       | 9       | 9       | 8       | 9       |
| Valledupar F. C.     | 15      | 10      | 6       | 7       | 9       | 10      | 14      | 14      | 15      | 13      | 15      | 17      | 14      | 16      | 11      | 14      | 11      | 10      |
| Llaneros             | 2       | 3       | 8       | 5       | 5       | 7       | 3       | 8       | 3       | 8       | 10      | 8       | 9       | 10      | 12      | 12      | 10      | 11      |
| Depor Aguablanca     | 17      | 18      | 14      | 9       | 10      | 14      | 12      | 12      | 12      | 16      | 14      | 12      | 15      | 12      | 13      | 8       | 12      | 12      |
| Real Santander       | 4       | 1       | 1       | 3       | 4       | 8       | 11      | 11      | 9       | 10      | 12      | 14      | 17      | 14      | 14      | 10      | 13      | 13      |
| Bogotá F. C.         | 10      | 6       | 9       | 11      | 11      | 15      | 15      | 15      | 16      | 12      | 16      | 13      | 11      | 13      | 15      | 15      | 14      | 14      |
| Unión Magdalena      | 13      | 16      | 17      | 17      | 17      | 18      | 18      | 17      | 14      | 11      | 8       | 10      | 13      | 11      | 8       | 13      | 15      | 15      |
| Expreso Rojo         | 18      | 15      | 15      | 16      | 18      | 16      | 16      | 16      | 17      | 17      | 17      | 15      | 12      | 15      | 16      | 16      | 16      | 16      |
| Universitario        | 16      | 12      | 11      | 15      | 16      | 17      | 17      | 18      | 18      | 18      | 18      | 18      | 18      | 18      | 18      | 17      | 17      | 17      |
| Barranquilla F. C.   | 7       | 14      | 13      | 14      | 12      | 6       | 13      | 13      | 13      | 15      | 13      | 16      | 16      | 17      | 17      | 18      | 18      | 18      |

#### Resultados
- La hora de cada encuentro corresponde al huso horario que rige a Colombia (UTC-5)

Nota: Los horarios y partidos de televisión se definen la semana previa a cada jornada. El canal Win Sports es el medio de difusión por televisión autorizado por la Dimayor para la transmisión por cable de dos partidos por fecha.
| Fortaleza            | 1 : 0 | Universitario      | Municipal Los Zipas       | 13 de julio     | 15:00 | Sin transmisión |
| Barranquilla F.C.    | 2 : 2 | Deportivo Rionegro | Romelio Martínez          | 13 de julio     | 15:00 | Sin transmisión |
| Valledupar F.C.      | 1 : 2 | Real Santander     | Armando Maestre Pavajeau  | 13 de julio     | 15:30 | Sin transmisión |
| Cortuluá             | 3 : 0 | Expreso Rojo       | Doce de Octubre           | 13 de julio     | 19:45 | Win Sports      |
| Llaneros             | 2 : 0 | Depor Aguablanca   | Manuel Calle Lombana      | 14 de julio     | 15:30 | Sin transmisión |
| Real Cartagena       | 2 : 3 | Jaguares           | Jaime Morón León          | 15 de julio     | 20:10 | Win Sports      |
| Atlético Bucaramanga | 0 : 1 | Unión Magdalena    | Alfonso López             | 4 de septiembre | 15:00 | Sin transmisión |
| Deportivo Pereira    | 0 : 0 | Uniautónoma        | Hernán Ramírez Villegas   | 5 de septiembre | 19:45 | Sin transmisión |
| América de Cali      | 3 : 0 | Bogotá F.C.        | Olímpico Pascual Guerrero | 5 de septiembre | 19:45 | Sin transmisión |

| Real Santander     | 3 : 1 | Deportivo Pereira    | Comfenalco                | 20 de julio     | 15:30 | Sin transmisión |
| Deportivo Rionegro | 0 : 1 | Atlético Bucaramanga | Alberto Grisales          | 20 de julio     | 19:45 | Win Sports      |
| Universitario      | 3 : 3 | Cortuluá             | Ciro López                | 21 de julio     | 11:30 | Sin transmisión |
| Bogotá F.C.        | 1 : 0 | Barranquilla F.C.    | Metropolitano de Techo    | 21 de julio     | 15:00 | Sin transmisión |
| Unión Magdalena    | 1 : 2 | Real Cartagena       | Eduardo Santos            | 21 de julio     | 15:00 | Sin transmisión |
| Jaguares           | 0 : 1 | Valledupar F.C.      | Municipal de Montería     | 21 de julio     | 15:00 | Sin transmisión |
| Uniautónoma        | 1 : 0 | Llaneros             | Marcos Henríquez          | 21 de julio     | 15:00 | Sin transmisión |
| Expreso Rojo       | 0 : 0 | América de Cali      | Metropolitano de Techo    | 22 de julio     | 20:10 | Win Sports      |
| Depor Aguablanca   | 2 : 2 | Fortaleza            | Olímpico Pascual Guerrero | 4 de septiembre | 19:30 | Sin transmisión |

| Universitario        | 2 : 2 | Depor Aguablanca   | Ciro López                | 24 de julio      | 11:30 | Sin transmisión |
| Fortaleza            | 3 : 1 | Uniautónoma        | Municipal Los Zipas       | 24 de julio      | 15:00 | Sin transmisión |
| Atlético Bucaramanga | 2 : 1 | Bogotá F.C.        | Comfenalco                | 24 de julio      | 15:00 | Sin transmisión |
| Llaneros             | 0 : 0 | Real Santander     | Manuel Calle Lombana      | 24 de julio      | 15:30 | Sin transmisión |
| Real Cartagena       | 5 : 1 | Deportivo Rionegro | Jaime Morón León          | 24 de julio      | 15:30 | Sin transmisión |
| Deportivo Pereira    | 1 : 2 | Jaguares           | Hernán Ramírez Villegas   | 24 de julio      | 19:30 | Sin transmisión |
| Valledupar F.C.      | 1 : 0 | Unión Magdalena    | Armando Maestre Pavajeau  | 24 de julio      | 19:30 | Sin transmisión |
| Barranquilla F.C.    | 2 : 1 | Expreso Rojo       | Romelio Martínez          | 31 de julio      | 15:00 | Sin transmisión |
| América de Cali      | 0 : 1 | Cortuluá           | Olímpico Pascual Guerrero | 19 de septiembre | 19:45 | Sin transmisión |

| Expreso Rojo       | 0 : 0 | Atlético Bucaramanga | Jorge Torres Rocha     | 27 de julio | 15:00 | Sin transmisión |
| Uniautónoma        | 0 : 4 | Depor Aguablanca     | Marcos Henríquez       | 27 de julio | 15:00 | Sin transmisión |
| Real Santander     | 0 : 1 | Fortaleza            | Comfenalco             | 27 de julio | 16:00 | Sin transmisión |
| Cortuluá           | 0 : 0 | Barranquilla F.C.    | Doce de Octubre        | 27 de julio | 19:30 | Sin transmisión |
| América de Cali    | 1 : 0 | Universitario        | Doce de Octubre        | 28 de julio | 15:00 | Sin transmisión |
| Unión Magdalena    | 0 : 0 | Deportivo Pereira    | Federico Serrano Soto  | 28 de julio | 15:00 | Sin transmisión |
| Jaguares           | 0 : 1 | Llaneros             | Municipal de Montería  | 28 de julio | 15:00 | Sin transmisión |
| Deportivo Rionegro | 2 : 1 | Valledupar F.C.      | Alberto Grisales       | 29 de julio | 18:00 | Win Sports      |
| Bogotá F.C.        | 2 : 2 | Real Cartagena       | Metropolitano de Techo | 29 de julio | 20:10 | Win Sports      |

| Fortaleza            | 0 : 0 | Jaguares           | Municipal Los Zipas      | 3 de agosto | 15:00 | Sin transmisión |
| Valledupar F.C.      | 1 : 1 | Bogotá F.C.        | Armando Maestre Pavajeau | 3 de agosto | 15:00 | Sin transmisión |
| Atlético Bucaramanga | 0 : 1 | Cortuluá           | Comfenalco               | 3 de agosto | 15:00 | Sin transmisión |
| Universitario        | 1 : 1 | Uniautónoma        | Ciro López               | 4 de agosto | 11:30 | Sin transmisión |
| Real Cartagena       | 3 : 2 | Expreso Rojo       | Jaime Morón León         | 4 de agosto | 15:00 | Sin transmisión |
| Depor Aguablanca     | 2 : 2 | Real Santander     | Cacique Jamundí          | 4 de agosto | 15:30 | Sin transmisión |
| Llaneros             | 1 : 1 | Unión Magdalena    | Manuel Calle Lombana     | 4 de agosto | 15:30 | Sin transmisión |
| Barranquilla F.C.    | 2 : 3 | América de Cali    | Romelio Martínez         | 5 de agosto | 18:00 | Win Sports      |
| Deportivo Pereira    | 2 : 1 | Deportivo Rionegro | Hernán Ramírez Villegas  | 5 de agosto | 20:10 | Win Sports      |

| Barranquilla F.C.  | 4 : 1 | Universitario        | Romelio Martínez       | 10 de agosto | 15:00 | Sin transmisión |
| Expreso Rojo       | 1 : 0 | Valledupar F.C.      | Jorge Torres Rocha     | 10 de agosto | 15:00 | Sin transmisión |
| Deportivo Rionegro | 2 : 1 | Llaneros             | Alberto Grisales       | 10 de agosto | 19:00 | Sin transmisión |
| Cortuluá           | 3 : 3 | Real Cartagena       | Doce de Octubre        | 10 de agosto | 20:00 | Sin transmisión |
| Unión Magdalena    | 0 : 2 | Fortaleza            | Federico Serrano Soto  | 11 de agosto | 15:00 | Sin transmisión |
| Jaguares           | 1 : 0 | Depor Aguablanca     | Municipal de Montería  | 11 de agosto | 15:00 | Sin transmisión |
| Real Santander     | 2 : 4 | Uniautónoma          | Álvaro Gómez Hurtado   | 11 de agosto | 15:00 | Sin transmisión |
| Bogotá F.C.        | 0 : 1 | Deportivo Pereira    | Metropolitano de Techo | 12 de agosto | 17:30 | Win Sports      |
| América de Cali    | 1 : 0 | Atlético Bucaramanga | Metropolitano de Techo | 12 de agosto | 20:10 | Win Sports      |

| Valledupar F.C.      | 2 : 2 | Cortuluá           | Armando Maestre Pavajeau  | 17 de agosto | 15:30 | Sin transmisión |
| Universitario        | 1 : 1 | Real Santander     | Ciro López                | 18 de agosto | 11:30 | Sin transmisión |
| Uniautónoma          | 1 : 0 | Jaguares           | Marcos Henríquez          | 18 de agosto | 15:00 | Sin transmisión |
| Fortaleza            | 2 : 4 | Deportivo Rionegro | Municipal Los Zipas       | 18 de agosto | 15:00 | Sin transmisión |
| Llaneros             | 2 : 0 | Bogotá F.C.        | Manuel Calle Lombana      | 18 de agosto | 15:30 | Sin transmisión |
| Atlético Bucaramanga | 2 : 1 | Barranquilla F.C.  | Alfonso López             | 18 de agosto | 15:30 | Sin transmisión |
| Depor Aguablanca     | 2 : 1 | Unión Magdalena    | Olímpico Pascual Guerrero | 19 de agosto | 15:00 | Sin transmisión |
| Real Cartagena       | 1 : 0 | América de Cali    | Jaime Morón León          | 19 de agosto | 17:30 | Win Sports      |
| Deportivo Pereira    | 3 : 1 | Expreso Rojo       | Hernán Ramírez Villegas   | 19 de agosto | 19:45 | Win Sports      |

| Barranquilla F.C.    | 1 : 2 | Real Cartagena    | Romelio Martínez          | 24 de agosto | 15:00 | Sin transmisión |
| Expreso Rojo         | 1 : 0 | Llaneros          | Jorge Torres Rocha        | 24 de agosto | 15:00 | Sin transmisión |
| Unión Magdalena      | 4 : 1 | Uniautónoma       | Federico Serrano Soto     | 24 de agosto | 15:00 | Sin transmisión |
| Deportivo Rionegro   | 2 : 1 | Depor Aguablanca  | Alberto Grisales          | 24 de agosto | 19:00 | Sin transmisión |
| Atlético Bucaramanga | 1 : 0 | Universitario     | Alfonso López             | 25 de agosto | 15:00 | Sin transmisión |
| Jaguares             | 1 : 0 | Real Santander    | Municipal de Montería     | 25 de agosto | 15:00 | Sin transmisión |
| Bogotá F.C.          | 1 : 0 | Fortaleza         | Metropolitano de Techo    | 25 de agosto | 15:30 | Sin transmisión |
| Cortuluá             | 2 : 2 | Deportivo Pereira | Doce de Octubre           | 26 de agosto | 18:00 | Win Sports      |
| América de Cali      | 1 : 0 | Valledupar F.C.   | Olímpico Pascual Guerrero | 26 de agosto | 20:10 | Win Sports      |

| Uniautónoma        | 1 : 1 | Barranquilla F.C.    | Marcos Henríquez          | 28 de agosto | 15:00 | Sin transmisión |
| Bogotá F.C.        | 0 : 2 | Llaneros             | Metropolitano de Techo    | 28 de agosto | 15:00 | Sin transmisión |
| Fortaleza          | 2 : 1 | Expreso Rojo         | Club La Fortaleza         | 28 de agosto | 15:30 | Sin transmisión |
| Jaguares           | 2 : 2 | Real Cartagena       | Municipal de Montería     | 28 de agosto | 19:30 | Sin transmisión |
| Real Santander     | 2 : 1 | Atlético Bucaramanga | Álvaro Gómez Hurtado      | 29 de agosto | 15:00 | Sin transmisión |
| Unión Magdalena    | 1 : 0 | Valledupar F.C.      | Federico Serrano Soto     | 29 de agosto | 15:00 | Sin transmisión |
| Deportivo Rionegro | 0 : 0 | Deportivo Pereira    | Alberto Grisales          | 29 de agosto | 19:00 | Sin transmisión |
| Depor Aguablanca   | 1 : 1 | América de Cali      | Olímpico Pascual Guerrero | 29 de agosto | 20:00 | Sin transmisión |
| Cortuluá           | 1 : 2 | Universitario        | Doce de Octubre           | 29 de agosto | 20:00 | Sin transmisión |

| Expreso Rojo      | 1 : 1 | Fortaleza            | Jorge Torres Rocha        | 31 de agosto    | 15:00 | Sin transmisión |
| Universitario     | 0 : 1 | Jaguares             | Ciro López                | 1 de septiembre | 11:30 | Sin transmisión |
| Real Santander    | 1 : 2 | Unión Magdalena      | Álvaro Gómez Hurtado      | 1 de septiembre | 15:00 | Sin transmisión |
| Uniautónoma       | 0 : 1 | Deportivo Rionegro   | Marcos Henríquez          | 1 de septiembre | 15:00 | Sin transmisión |
| Llaneros          | 1 : 2 | Cortuluá             | Manuel Calle Lombana      | 1 de septiembre | 15:30 | Sin transmisión |
| Valledupar F.C.   | 2 : 1 | Barranquilla F.C.    | Armando Maestre Pavajeau  | 1 de septiembre | 15:30 | Sin transmisión |
| Real Cartagena    | 1 : 2 | Atlético Bucaramanga | Jaime Morón León          | 1 de septiembre | 15:30 | Sin transmisión |
| Depor Aguablanca  | 1 : 3 | Bogotá F.C.          | Olímpico Pascual Guerrero | 1 de septiembre | 19:45 | Sin transmisión |
| Deportivo Pereira | 0 : 0 | América de Cali      | Hernán Ramírez Villegas   | 2 de septiembre | 20:10 | Win Sports      |

| Expreso Rojo         | 1 : 1 | Depor Aguablanca  | Jorge Torres Rocha        | 7 de agosto | 15:00 | Sin transmisión |
| Unión Magdalena      | 1 : 1 | Jaguares          | Federico Serrano Soto     | 7 de agosto | 15:00 | Sin transmisión |
| Deportivo Rionegro   | 2 : 2 | Real Santander    | Alberto Grisales          | 7 de agosto | 19:00 | Sin transmisión |
| Cortuluá             | 1 : 1 | Fortaleza         | Doce de Octubre           | 7 de agosto | 20:00 | Sin transmisión |
| Atlético Bucaramanga | 1 : 0 | Valledupar F.C.   | Alfonso López             | 8 de agosto | 15:00 | Sin transmisión |
| Barranquilla F.C.    | 2 : 0 | Deportivo Pereira | Romelio Martínez          | 8 de agosto | 15:00 | Sin transmisión |
| Real Cartagena       | 5 : 1 | Universitario     | Jaime Morón León          | 8 de agosto | 15:30 | Sin transmisión |
| América de Cali      | 2 : 0 | Llaneros          | Olímpico Pascual Guerrero | 8 de agosto | 19:45 | Win Sports      |
| Bogotá F.C.          | 0 : 2 | Uniautónoma       | Metropolitano de Techo    | 9 de agosto | 20:10 | Win Sports      |

| Real Santander    | 0 : 1 | Bogotá F.C.          | Álvaro Gómez Hurtado      | 14 de septiembre | 15:00 | Sin transmisión |
| Valledupar F.C.   | 1 : 2 | Real Cartagena       | Armando Maestre Pavajeau  | 14 de septiembre | 15:30 | Sin transmisión |
| Universitario     | 1 : 0 | Unión Magdalena      | Ciro López                | 15 de septiembre | 11:30 | Sin transmisión |
| Uniautónoma       | 4 : 1 | Expreso Rojo         | Marcos Henríquez          | 15 de septiembre | 15:00 | Sin transmisión |
| Jaguares          | 1 : 1 | Deportivo Rionegro   | Municipal de Montería     | 15 de septiembre | 15:00 | Sin transmisión |
| Fortaleza         | 1 : 1 | América de Cali      | Metropolitano de Techo    | 15 de septiembre | 15:30 | Sin transmisión |
| Llaneros          | 2 : 1 | Barranquilla F.C.    | Manuel Calle Lombana      | 15 de septiembre | 15:30 | Sin transmisión |
| Deportivo Pereira | 1 : 1 | Atlético Bucaramanga | Hernán Ramírez Villegas   | 16 de septiembre | 18:00 | Win Sports      |
| Depor Aguablanca  | 1 : 0 | Cortuluá             | Olímpico Pascual Guerrero | 16 de septiembre | 20:10 | Win Sports      |

| Barranquilla F.C.    | 0 : 0 | Fortaleza         | Romelio Martínez          | 21 de septiembre | 15:00 | Sin transmisión |
| Expreso Rojo         | 2 : 0 | Real Santander    | Jorge Torres Rocha        | 21 de septiembre | 15:00 | Sin transmisión |
| Valledupar F.C.      | 6 : 1 | Universitario     | Armando Maestre Pavajeau  | 21 de septiembre | 15:30 | Sin transmisión |
| Deportivo Rionegro   | 4 : 2 | Unión Magdalena   | Alberto Grisales          | 21 de septiembre | 19:00 | Sin transmisión |
| Atlético Bucaramanga | 0 : 0 | Llaneros          | Alfonso López             | 22 de septiembre | 15:00 | Sin transmisión |
| Cortuluá             | 0 : 0 | Uniautónoma       | Doce de Octubre           | 22 de septiembre | 15:00 | Sin transmisión |
| América de Cali      | 2 : 0 | Depor Aguablanca  | Olímpico Pascual Guerrero | 22 de septiembre | 15:30 | Sin transmisión |
| Bogotá F.C.          | 3 : 0 | Jaguares          | Metropolitano de Techo    | 23 de septiembre | 18:00 | Win Sports      |
| Real Cartagena       | 1 : 2 | Deportivo Pereira | Jaime Morón León          | 23 de septiembre | 21:00 | Win Sports      |

| Jaguares          | 1 : 2 | Expreso Rojo         | Municipal de Montería     | 11 de septiembre | 15:30 | Sin transmisión |
| Universitario     | 1 : 1 | Deportivo Rionegro   | Ciro López                | 25 de septiembre | 11:30 | Sin transmisión |
| Real Santander    | 2 : 1 | Cortuluá             | Álvaro Gómez Hurtado      | 25 de septiembre | 15:00 | Sin transmisión |
| Uniautónoma       | 0 : 2 | América de Cali      | Marcos Henríquez          | 25 de septiembre | 15:00 | Sin transmisión |
| Fortaleza         | 1 : 1 | Atlético Bucaramanga | Club La Fortaleza         | 25 de septiembre | 15:30 | Sin transmisión |
| Depor Aguablanca  | 3 : 0 | Barranquilla F.C.    | Olímpico Pascual Guerrero | 25 de septiembre | 19:00 | Sin transmisión |
| Unión Magdalena   | 1 : 0 | Bogotá F.C.          | Federico Serrano Soto     | 26 de septiembre | 15:00 | Sin transmisión |
| Llaneros          | 0 : 1 | Real Cartagena       | Manuel Calle Lombana      | 26 de septiembre | 15:30 | Sin transmisión |
| Deportivo Pereira | 1 : 1 | Valledupar F.C.      | Hernán Ramírez Villegas   | 26 de septiembre | 19:45 | Sin transmisión |

| Cortuluá             | 1 : 0 | Jaguares           | Doce de Octubre           | 28 de octubre    | 20:00 | Sin transmisión |
| Atlético Bucaramanga | 2 : 1 | Depor Aguablanca   | Alfonso López             | 29 de octubre    | 15:00 | Sin transmisión |
| Barranquilla F.C.    | 2 : 2 | Uniautónoma        | Romelio Martínez          | 29 de octubre    | 15:00 | Sin transmisión |
| Expreso Rojo         | 1 : 1 | Unión Magdalena    | Jorge Torres Rocha        | 29 de octubre    | 15:00 | Sin transmisión |
| Deportivo Pereira    | 1 : 2 | Universitario      | Hernán Ramírez Villegas   | 29 de octubre    | 15:30 | Sin transmisión |
| Valledupar F.C.      | 1 : 0 | Llaneros           | Armando Maestre Pavajeau  | 29 de octubre    | 15:30 | Sin transmisión |
| Bogotá F.C.          | 0 : 1 | Deportivo Rionegro | Metropolitano de Techo    | 30 de septiembre | 15:00 | Sin transmisión |
| Real Cartagena       | 2 : 0 | Fortaleza          | Jaime Morón León          | 30 de septiembre | 18:00 | Win Sports      |
| América de Cali      | 1 : 1 | Real Santander     | Olímpico Pascual Guerrero | 30 de septiembre | 20:10 | Win Sports      |

| Uniautónoma        | 2 : 1 | Atlético Bucaramanga | Polideportivo UAC         | 5 de octubre | 15:00 | Sin transmisión |
| Fortaleza          | 2 : 1 | Valledupar F.C.      | Club La Fortaleza         | 5 de octubre | 17:30 | Sin transmisión |
| Universitario      | 1 : 0 | Bogotá F.C.          | Ciro López                | 6 de octubre | 11:30 | Sin transmisión |
| Unión Magdalena    | 2 : 3 | Cortuluá             | Federico Serrano Soto     | 6 de octubre | 15:00 | Sin transmisión |
| Jaguares           | 0 : 0 | América de Cali      | Municipal de Montería     | 6 de octubre | 15:00 | Sin transmisión |
| Real Santander     | 2 : 1 | Barranquilla F.C.    | Álvaro Gómez Hurtado      | 6 de octubre | 15:00 | Sin transmisión |
| Llaneros           | 1 : 1 | Deportivo Pereira    | Manuel Calle Lombana      | 6 de octubre | 15:30 | Sin transmisión |
| Deportivo Rionegro | 1 : 0 | Expreso Rojo         | Alberto Grisales          | 7 de octubre | 18:00 | Win Sports      |
| Depor Aguablanca   | 3 : 2 | Real Cartagena       | Olímpico Pascual Guerrero | 7 de octubre | 20:10 | Win Sports      |

| Real Cartagena       | 2 : 3 | Uniautónoma        | Jaime Morón León          | 10 de octubre | 19:00 | Sin transmisión |
| Llaneros             | 4 : 3 | Universitario      | Manuel Calle Lombana      | 12 de octubre | 15:15 | Sin transmisión |
| Deportivo Pereira    | 3 : 0 | Fortaleza          | Hernán Ramírez Villegas   | 12 de octubre | 15:15 | Sin transmisión |
| Valledupar F.C.      | 2 : 1 | Depor Aguablanca   | Armando Maestre Pavajeau  | 12 de octubre | 15:15 | Sin transmisión |
| Atlético Bucaramanga | 3 : 0 | Real Santander     | Alfonso López             | 12 de octubre | 15:15 | Sin transmisión |
| Barranquilla F.C.    | 2 : 3 | Jaguares           | Romelio Martínez          | 12 de octubre | 15:15 | Sin transmisión |
| América de Cali      | 2 : 0 | Unión Magdalena    | Olímpico Pascual Guerrero | 12 de octubre | 15:15 | Win Sports      |
| Cortuluá             | 1 : 0 | Deportivo Rionegro | Doce de Octubre           | 12 de octubre | 15:15 | Sin transmisión |
| Expreso Rojo         | 0 : 1 | Bogotá F.C.        | Jorge Torres Rocha        | 12 de octubre | 15:15 | Sin transmisión |

| Unión Magdalena    | 1 : 2 | Barranquilla F.C.    | Federico Serrano Soto     | 18 de octubre | 15:00 | Sin transmisión |
| Bogotá F.C.        | 1 : 1 | Cortuluá             | El Campincito             | 19 de octubre | 15:15 | Sin transmisión |
| Deportivo Rionegro | 2 : 1 | América de Cali      | Alberto Grisales          | 19 de octubre | 15:15 | Sin transmisión |
| Depor Aguablanca   | 1 : 1 | Deportivo Pereira    | Olímpico Pascual Guerrero | 19 de octubre | 15:15 | Win Sports      |
| Jaguares           | 2 : 1 | Atlético Bucaramanga | Municipal de Montería     | 19 de octubre | 15:15 | Sin transmisión |
| Uniautónoma        | 1 : 1 | Valledupar F.C.      | Marcos Henríquez          | 19 de octubre | 15:15 | Sin transmisión |
| Real Santander     | 2 : 2 | Real Cartagena       | Álvaro Gómez Hurtado      | 19 de octubre | 15:15 | Sin transmisión |
| Fortaleza          | 3 : 0 | Llaneros             | Club La Fortaleza         | 19 de octubre | 15:15 | Sin transmisión |
| Universitario      | 1 : 1 | Expreso Rojo         | Ciro López                | 19 de octubre | 16:00 | Sin transmisión |

### Cuadrangulares semifinales
- La hora de cada encuentro corresponde al huso horario que rige a Colombia (UTC-5)

Al finalizar la primera fase del torneo finalización —también denominada Todos contra todos—, se obtuvieron los ocho equipos con mayor puntaje, encargados de disputar la segunda fase, los cuadrangulares semifinales. Para los cuadrangulares semifinales, los ocho equipos clasificados se dividieron en dos grupos, previamente sorteados, de igual número de participantes, de manera que los equipos que ocuparon el 1° y 2° puesto en la fase de todos contra todos, fueron ubicados en el Grupo A y Grupo B, respectivamente. Los otros seis clasificados, fueron debidamente sorteados, de manera que los equipos, se emparejaron de esta manera: 3° y 4°; 5° y 6°; 7° y 8°, cada equipo de tales emparejamientos se situó en un grupo cada uno.
Tras tener cada grupo formado con sus cuatro equipos participantes, se llevarán a cabo enfrentamientos con el formato todos contra todos, a ida y vuelta, dando como resultado 6 fechas en disputa. Cabe resaltar que en caso de empate en puntos, no se desempata por la diferencia de gol sino que se desempata según la posición que tomó cada equipo en la fase de todos contra todos, teniendo así ventaja los equipos mejor ubicados en la tabla. Los integrantes de cada cuadrangular fueron definidos por el sorteo llevado a cabo el 19 de octubre.
|  |                                                  |
|  | Clasificados a la final del Torneo Finalización. |
|  | Eliminados.                                      |

|  |                |
|  | Triunfo local. |
|  | Empate.        |
|  | Derrota local. |

#### Grupo A
| Pos. | Equipos         | PJ | PG | PE | PP | GF | GC | Dif. | Pts. |
| ---- | --------------- | -- | -- | -- | -- | -- | -- | ---- | ---- |
| 1.   | Fortaleza F. C. | 6  | 3  | 1  | 2  | 4  | 2  | 2    | 10   |
| 2.   | América de Cali | 6  | 2  | 2  | 2  | 9  | 10 | -1   | 8    |
| 3.   | Uniautónoma     | 6  | 2  | 2  | 2  | 9  | 10 | -1   | 8    |
| 4.   | Real Cartagena  | 6  | 2  | 1  | 3  | 11 | 11 | 0    | 7    |

| Local           | Visitante | Visitante | Visitante | Visitante |
| Local           | AME       | CAR       | FOR       | UAC       |
| --------------- | --------- | --------- | --------- | --------- |
| América de Cali |           | 3:2       | 0:0       | 2:1       |
| Real Cartagena  | 3:2       |           | 0:1       | 3:3       |
| Fortaleza       | 2:0       | 1:0       |           | 0:1       |
| Uniautónoma     | 2:2       | 1:3       | 1:0       |           |

| Nota: Si hay empate en puntos, se desempata según la posición de los equipos en la fase de todos contra todos. |

| Primera | Real Cartagena  | 0 : 1 | Fortaleza       | Olímpico Jaime Morón León      | 27 de octubre   | 15:30 | Sin transmisión |
| Primera | Uniautónoma     | 2 : 2 | América de Cali | Metropolitano Roberto Meléndez | 28 de octubre   | 20:10 | Win Sports      |
| Segunda | Fortaleza       | 0 : 1 | Uniautónoma     | Club La Fortaleza              | 31 de octubre   | 17:30 | Sin transmisión |
| Segunda | América de Cali | 3 : 2 | Real Cartagena  | Olímpico Pascual Guerrero      | 31 de octubre   | 19:45 | Win Sports      |
| Tercera | América de Cali | 0 : 0 | Fortaleza       | Olímpico Pascual Guerrero      | 3 de noviembre  | 19:45 | Win Sports      |
| Tercera | Uniautónoma     | 1 : 3 | Real Cartagena  | Marcos Henríquez               | 4 de noviembre  | 19:45 | Win Sports      |
| Cuarta  | Real Cartagena  | 3 : 3 | Uniautónoma     | Olímpico Jaime Morón León      | 10 de noviembre | 19:45 | Win Sports      |
| Cuarta  | Fortaleza       | 2 : 0 | América de Cali | Nemesio Camacho El Campín      | 11 de noviembre | 19:45 | Win Sports      |
| Quinta  | Uniautónoma     | 1 : 0 | Fortaleza       | Polideportivo UAC              | 14 de noviembre | 15:00 | Sin transmisión |
| Quinta  | Real Cartagena  | 3 : 2 | América de Cali | Olímpico Jaime Morón León      | 14 de noviembre | 19:45 | Win Sports      |
| Sexta   | América de Cali | 2 : 1 | Uniautónoma     | Olímpico Pascual Guerrero      | 18 de noviembre | 19:45 | Win Sports      |
| Sexta   | Fortaleza       | 1 : 0 | Real Cartagena  | Metropolitano de Techo         | 18 de noviembre | 19:45 | Win Sports      |

#### Grupo B
| Pos. | Equipos              | PJ | PG | PE | PP | GF | GC | Dif. | Pts. |
| ---- | -------------------- | -- | -- | -- | -- | -- | -- | ---- | ---- |
| 1.   | Deportivo Rionegro   | 6  | 3  | 2  | 1  | 11 | 8  | 3    | 11   |
| 2.   | Jaguares             | 6  | 2  | 2  | 2  | 9  | 7  | 2    | 8    |
| 3.   | Cortuluá             | 6  | 1  | 4  | 1  | 10 | 9  | 1    | 7    |
| 4.   | Atlético Bucaramanga | 6  | 2  | 0  | 4  | 6  | 12 | -6   | 6    |

| Local                | Visitante | Visitante | Visitante | Visitante |
| Local                | RIO       | COR       | BUC       | JAG       |
| -------------------- | --------- | --------- | --------- | --------- |
| Deportivo Rionegro   |           | 2:2       | 2:1       | 3:0       |
| Cortuluá             | 2:2       |           | 4:0       | 1:1       |
| Atlético Bucaramanga | 0:2       | 3:0       |           | 2:1       |
| Jaguares             | 3:0       | 1:1       | 3:0       |           |

| Nota: Si hay empate en puntos, se desempata según la posición de los equipos en la fase de todos contra todos. |

| Primera | Deportivo Rionegro   | 2 : 2 | Cortuluá             | Alberto Grisales      | 26 de octubre   | 19:00 | Sin transmisión |
| Primera | Jaguares             | 3 : 0 | Atlético Bucaramanga | Municipal de Montería | 27 de octubre   | 15:00 | Sin transmisión |
| Segunda | Atlético Bucaramanga | 0 : 2 | Deportivo Rionegro   | Alfonso López         | 30 de octubre   | 15:00 | Sin transmisión |
| Segunda | Cortuluá             | 1 : 1 | Jaguares             | Doce de Octubre       | 30 de octubre   | 20:00 | Sin transmisión |
| Tercera | Jaguares             | 3 : 0 | Deportivo Rionegro   | Municipal de Montería | 3 de noviembre  | 15:00 | Sin transmisión |
| Tercera | Atlético Bucaramanga | 3 : 0 | Cortuluá             | Alfonso López         | 3 de noviembre  | 15:00 | Sin transmisión |
| Cuarta  | Deportivo Rionegro   | 3 : 0 | Jaguares             | Alberto Grisales      | 9 de noviembre  | 19:45 | Sin transmisión |
| Cuarta  | Cortuluá             | 4 : 0 | Atlético Bucaramanga | Doce de Octubre       | 9 de noviembre  | 19:45 | Win Sports      |
| Quinta  | Jaguares             | 1 : 1 | Cortuluá             | Municipal de Montería | 13 de noviembre | 15:00 | Sin transmisión |
| Quinta  | Deportivo Rionegro   | 2 : 1 | Atlético Bucaramanga | Alberto Grisales      | 13 de noviembre | 19:00 | Sin transmisión |
| Sexta   | Atlético Bucaramanga | 2 : 1 | Jaguares             | Alfonso López         | 17 de noviembre | 15:00 | Sin transmisión |
| Sexta   | Cortuluá             | 2 : 2 | Deportivo Rionegro   | Doce de Octubre       | 17 de noviembre | 15:00 | Sin transmisión |

### Final
- La hora de cada encuentro corresponde al huso horario que rige a Colombia (UTC-5)

La final del Torneo Finalización se jugará los días 22 y 27 de noviembre entre los clasificados como primeros del Grupo A y Grupo B. Disputarán la final, a una serie de dos partidos, de ida y vuelta. El ganador no garantiza el ascenso directo, ya que la final únicamente sirve para definir al segundo finalista del año, con lo que solo asegura su oportunidad de jugar la serie de promoción.
| 22 de noviembre de 2013 | Fortaleza F. C. | 0:0     | Deportivo Rionegro | Estadio Metropolitano de Techo, Bogotá |                             |
| 20:10                   |                 | Reporte |                    | Árbitro(s): Gustavo Murillo            | Árbitro(s): Gustavo Murillo |

| 27 de noviembre de 2013 | Deportivo Rionegro                            | 0:0 (1:3 p.)               | Fortaleza F. C.                               | Estadio Alberto Grisales, Rionegro |                         |
| 18:00                   |                                               | Reporte                    |                                               | Árbitro(s): Ervin Otero            | Árbitro(s): Ervin Otero |
|                         |                                               | Tiros desde el punto penal |                                               |                                    |                         |
|                         | Jonathan Palacios · Londoño · García · Cataño |                            | Jaramillo · Guazá · Prisco · Jeisson Palacios |                                    |                         |

### Goleadores
| Jugador           | Equipos            | Goles |
| ----------------- | ------------------ | ----- |
| Jhony Cano        | Real Cartagena     | 13    |
| Jonathan Palacios | Deportivo Rionegro | 12    |
| Jaime Sierra      | Deportivo Pereira  | 11    |
| Óscar Villarreal  | Unión Magdalena    | 9     |
| Célimo Polo       | Universitario      | 9     |

## Final del año
La final se disputó a una serie de ida y vuelta los días 30 de noviembre y 3 de diciembre. El ganador obtuvo el título de campeón de la Categoría Primera B y, a la vez, el ascenso directo a la Categoría Primera A en 2014. El perdedor de la serie, jugará la serie de promoción frente al penúltimo (17°) de la tabla de descenso de la Primera División en 2013.
| 30 de noviembre de 2013 | Fortaleza F. C. | 0:2 (0:1) | Uniautónoma              | Estadio Metropolitano de Techo, Bogotá |                           |
| 15:30                   |                 | Reporte   | Navarro 29' · Arango 89' | Árbitro(s): Luis Trujillo              | Árbitro(s): Luis Trujillo |

| 3 de diciembre de 2013 | Uniautónoma | 1:1 (1:0) | Fortaleza F. C. | Estadio Metropolitano Roberto Meléndez, Barranquilla |                           |
| 19:30                  | Navarro 41' | Reporte   | Guazá 71'       | Árbitro(s): Nicolás Gallo                            | Árbitro(s): Nicolás Gallo |

|             |
| Uniautónoma |
| 1° título   |

## Serie de promoción
La serie de promoción será una serie de dos encuentros entre el penúltimo clasificado en la tabla del descenso, el Cúcuta Deportivo y el subcampeón de la Primera B, Fortaleza. El ganador de la serie de promoción jugará en la Categoría Primera A en el año 2014. El partido de ida se jugó el 7 de diciembre y el partido de vuelta el 11 de diciembre.
| 7 de diciembre de 2013 | Fortaleza F. C.       | 2:0 (1:0) | Cúcuta Deportivo | Estadio Metropolitano de Techo, Bogotá |                          |
| 15:15                  | Guazá 21' · Muñoz 84' | Reporte   |                  | Árbitro(s): Adrián Vélez               | Árbitro(s): Adrián Vélez |

| 11 de diciembre de 2013 | Cúcuta Deportivo | 1:0 (1:0) | Fortaleza F. C. | Estadio General Santander, Cúcuta |                           |
| 18:00                   | Duarte 3'        | Reporte   |                 | Árbitro(s): Wilmar Roldán         | Árbitro(s): Wilmar Roldán |

|                                    |
| Fortaleza F. C.                    |
| Ascendido a la Categoría Primera A |

## Estadísticas

### Tabla de reclasificación
| Pos.                                          | Equipos              | PJ | PG | PE | PP | GF | GC | Dif. | Pts. |
| --------------------------------------------- | -------------------- | -- | -- | -- | -- | -- | -- | ---- | ---- |
| 1.                                            | América de Cali      | 48 | 25 | 12 | 11 | 72 | 36 | 36   | 87   |
| 2.                                            | Uniautónoma          | 52 | 23 | 16 | 13 | 89 | 68 | 21   | 85   |
| 3.                                            | Deportivo Rionegro   | 50 | 23 | 13 | 14 | 76 | 70 | 6    | 82   |
| 4.                                            | Cortuluá             | 48 | 19 | 19 | 10 | 71 | 58 | 13   | 76   |
| 5.                                            | Unión Magdalena      | 44 | 19 | 6  | 19 | 54 | 54 | 0    | 63   |
| 6.                                            | Real Cartagena       | 42 | 18 | 8  | 16 | 75 | 60 | 15   | 62   |
| 7.                                            | Atlético Bucaramanga | 42 | 17 | 9  | 16 | 48 | 49 | -1   | 60   |
| 8.                                            | Fortaleza F. C.      | 46 | 15 | 15 | 16 | 44 | 49 | -5   | 60   |
| 9.                                            | Llaneros             | 42 | 16 | 11 | 15 | 42 | 42 | 0    | 59   |
| 10.                                           | Jaguares             | 42 | 16 | 11 | 15 | 48 | 50 | -2   | 59   |
| 11.                                           | Valledupar F. C.     | 42 | 15 | 13 | 14 | 59 | 45 | 14   | 58   |
| 12.                                           | Bogotá F. C.         | 42 | 15 | 8  | 19 | 50 | 53 | -3   | 53   |
| 13.                                           | Depor Aguablanca     | 36 | 14 | 7  | 15 | 46 | 49 | -3   | 49   |
| 14.                                           | Deportivo Pereira    | 36 | 12 | 11 | 13 | 49 | 46 | 3    | 47   |
| 15.                                           | Expreso Rojo         | 36 | 10 | 10 | 16 | 36 | 49 | -13  | 40   |
| 16.                                           | Real Santander       | 36 | 10 | 9  | 17 | 44 | 62 | -18  | 39   |
| 17.                                           | Barranquilla F. C.   | 36 | 8  | 6  | 22 | 38 | 64 | -26  | 30   |
| 18.                                           | Universitario        | 36 | 6  | 10 | 20 | 38 | 75 | -37  | 28   |
| Última actualización: 3 de diciembre de 2013. |                      |    |    |    |    |    |    |      |      |

### Goleador del año
| Martín Arzuaga                                 | Uniautónama/América de Cali | 27 |
| Última actualización: 27 de noviembre de 2017. |                             |    |